# Богуславиці (Олесницький повіт)
Богуславиці (пол. Bogusławice, нім. Buselwitz) — село в Польщі, у гміні Олесниця Олесницького повіту Нижньосілезького воєводства.
Населення — 275 осіб (2011).
У 1975-1998 роках село належало до Вроцлавського воєводства.

## Демографія
Демографічна структура станом на 31 березня 2011 року:
|          | Загалом | Допрацездатний вік | Працездатний вік | Постпрацездатний вік |
| -------- | ------- | ------------------ | ---------------- | -------------------- |
| Чоловіки | 143     | 31                 | 101              | 11                   |
| Жінки    | 132     | 29                 | 85               | 18                   |
| Разом    | 275     | 60                 | 186              | 29                   |